# Фурса Оксана Олександрівна
Оксана Олександрівна Фурса (нар. 5 липня 1972) — заслужена художниця України, професор, доктор мистецтвознавства, дизайнер.

## Наукова та професійна діяльність
У своїй роботі використовує емалі, порцелянову пудру, гарячу глазур та фарби власного виробництва[джерело?].
1992 році за патронатом Міністерства освіти та науки України, створила - Арт-академію сучасного мистецтва ім. Сальвадора Далі.
Вона є розробницею власного дизайнерського бренду FURSA PAINTING FOLK-АRT та FURSA SILK-ART PAINTING.
У 2005 р. — президент Конфедерації дизайнерів та стилістів України; за два роки започаткувала Міжнародний конкурс дизайнерів «Кришталевий силует» та благодійний дитячий конкурс з образотворчого мистецтва «Яскрава палітра» (м. Київ).
У 2000 р. створює Мистецький інститут художнього моделювання та дизайну імені Сальвадора Далі, який нині очолює у статусі ректора, професора і доктора педагогічних наук (захистила дисертацію у 2014 році[джерело?] ).

## Доробок
Оксана Олександрівна є автором
- наукової монографії «Тенденції розвитку дизайн-освіти в Україні (друга половина ХХ — початок ХХІ століття)» (2014 р.);
- програми спецкурсу «Розвиток педагогічної майстерності викладача мистецьких дисциплін»;
- підручників «Психологія конфлікту. Мистецтво як засіб психологічного захисту особистості в конфлікті» та «Методика проектування фірмового стилю у професійному розвитку майбутніх дизайнерів-графіків».

## Виставкова діяльність
Національний художній музей (Київ, Україна)
Національний музей Тараса Шевченка (Київ, Україна)
Музей Історії міста Києва (Київ, Україна)
Галерея Lambert (Ootmarsum, Нідерланди)
Галерея Art Brut Kik (Ootmarsum, Нідерланди)
Галерея-бутік сучасного мистецтва МОМ (Париж, Франція),
Будинок-музей Алена Делона (Париж, Франція),
Галерея  Kunstgallery Omelai  (Dubendorf, Швейцарія)
Різні експозиції, вернісажі, виставки, аукціони (Лондон, Велика Британія)
Змінні виставки ( Астана, Алмати, Казахстан)
Національний музей Тараса Шевченка (Київ, Україна)
Музей Історії міста Києва (Київ, Україна)
Галерея Lambert (Ootmarsum, Нідерланди)
Галерея Art Brut Kik (Ootmarsum, Нідерланди)
Галерея-бутік сучасного мистецтва МОМ (Париж, Франція),
Будинок-музей Алена Делона (Париж, Франція),
Галерея  Kunstgallery Omelai  (Dubendorf, Швейцарія)
Різні експозиції, вернісажі, виставки, аукціони (Лондон, Велика Британія)
Змінні виставки (Астана, Алмати, Казахстан)